# Géza de Fràncovich
Géza de Fràncovich (Gorizia, 28 agosto 1902 – Roma, 24 novembre 1996) è stato uno storico dell'arte italiano.
Dopo aver completato gli studi universitari a Firenze nel 1925, iniziò a lavorare l'anno successivo presso la soprintendenza di Perugia per circa due anni. A partire dal 1938 iniziò la libera docenza, attività che affiancò a quella di redattore dell'Enciclopedia Italiana dove ebbe modo di collaborare con altri storici come Pietro Toesca, Lionello Venturi, Mario Salmi. Nel 1952 lo storico dell'arte Bernard Berenson gli patrocinò una poderosa monografia dedicata allo scultore Benedetto Antelami. Tra il 1956 e il 1972 ricoprì l'incarico di professore di arte medievale presso l'Università degli studi di Roma "La Sapienza".
I suoi studi, improntati ad un'analisi dell'arte contestualizzata nello scenario storico e ideologico, spaziarono dalla scultura romanica e gotica, all'arte bizantina, a quella achemenide e sasanide. Le sue ricerche, sempre intraprese anche sul campo, lo portarono a viaggiare moltissimo in particolare in quello che fu il territorio dell'impero bizantino e nel medio oriente. Negli anni 1970 il Consiglio Nazionale delle Ricerche gli commissionò la direzione delle ricerche sull'architettura medievale armene e sulla pittura medievale campana.. Sposò la pittrice e  scrittrice Eva Quajotto, da cui ebbe l'unico figlio Massimo De Francovich, noto interprete di teatro e cinema.

## Opere principali
- Scultura medievale in legno, 1943
- Benedetto Antelami, architetto e scultore e l'arte del suo tempo, 2 voll., 1952
- Studi sulla pittura medievale campana, 3 voll., 1974-81
- Persia, Siria e Bisanzio nel Medioevo artistico europeo, 1984
- Santuari e tombe rupestri dell'antica Frigia, 1990